# يمينة بن قيقي
يمينة بن قيقي (بالفرنسية: Yamina Benguigui)‏ (9 أبريل 1955-)، مخرجة أفلام وسياسية فرنسية من أصل جزائري. معروفة بأفلامها حول قضايا النوع الاجتماعي في مجتمع المهاجرين من شمال إفريقيا (البربر والعرب) في فرنسا. أعطت من خلال أفلامها صوتًا للعديد من المغاربيين في فرنسا.
في الانتخابات البلدية الفرنسية في مارس 2008، انتخبت يمينة بن قيقي لتمثيل الدائرة العشرين بباريس في مجلس مدينة باريس [الإنجليزية]، حيث اهتمت بشكل خاص بحقوق الإنسان ومكافحة التمييز. وهي مرتبطة بالحزب الاشتراكي.
في 21 يونيو 2012، عينت يمينة وزيرا للفرانكوفونية في الحكومة الفرنسية. في 30 يونيو 2012، طلب الرئيس الفرنسي السابق فرانسوا هولاند من يامينة أن تتولى منصب ممثل مفوض له لمنظمة الفرانكوفونية خلفا لرئيس الوزراء الفرنسي السابق جان بيير رافاران.

## حياتها
ولدت باسم يمينة زهرا بلعيدي في ليل لأبوين جزائريين مهاجرين ينحدران من مدينة بشار في الجنوب الجزائري الكبير أبوها كان عضوا في الحركة الوطنية الجزائرية التي أسسها مصالي الحاج.

## مسارها المهني
أخرجت العديد من الأفلام الوثائقية لقنوات فرانس 2 وكانال بليس ومن وثائقياتها نذكر «ذكريات من المهاجرين» وثائقي (1997)، وفيلم روائي طويل «إن شاء الله الأحد» (2001)، والدراما التليفزيونية «عائشة» (2007)، وشاركت يمينة في العمل السياسي في 2008، وانتخبت عضو مجلس في الدائرة 20 بالعاصمة باريس.وتقلدت منصب الوزارة بتاريخ: 17 مايو (أيّار) سنة 2012

## روابط خارجية
- يمينة بن قيقي على موقع IMDb (الإنجليزية)
- يمينة بن قيقي على موقع ألو سيني (الفرنسية)
- يمينة بن قيقي على موقع أول موفي (الإنجليزية)
- يمينة بن قيقي على موقع قاعدة بيانات الفيلم (الإنجليزية)
- يمينة بن قيقي على موقع كينوبويسك (الروسية)